# Будаевский, Сергей Александрович
Сергей Александрович Будаевский (1851 — после 1917) — российский военный деятель и педагог, генерал от артиллерии (1910).

## Биография
Родился 23 марта (4 апреля) 1851 года в семье коллежского советника Александра Ивановича Будаевского. Учился в 1-м кадетском корпусе и 2-й Санкт-Петербургской Военной гимназии.
В 1869 году окончил Михайловское артиллерийское училище и Михайловскую артиллерийскую академию с отличием по 1-му разряду. Был выпущен подпоручиком в 37-ю артиллерийскую бригаду. С 1870 по 1872 годы — поручик в отставке.
С 1874 года снова на службе — штабс-капитан, помощник делопроизводителя канцелярии Артиллерийского комитета Главного артиллерийского управления. С 1877 года переведен в гвардию поручиком, с 1878 года штабс-капитан гвардии с зачислением по полевой гвардейской артиллерии. С 1879 года находился в распоряжении Главного артиллерийского управления, правитель дел особой комиссии для исследования вопроса об ударных и дистанционных трубках. В 1881 году произведён в капитаны гвардии.
С 1883 года правитель дел 5-го отделения Артиллерийского комитета. С 1883 по 1896 годы преподаватель математики Пажеского корпуса. Также был преподавателем артиллерии в Константиновском артиллерийском училище и Николаевском инженерном училище. В 1884 году был  произведён в полковники гвардии. В 1893 году Конференцией МАА за составленный им «Курс артиллерии для военных училищ» ему была присуждена Михайловская премия.
В 1896 году за отличие по службе произведен в генерал-майоры с назначением инспектором классов Николаевского кавалерийского училища. С 1900 года генерал для поручений при Главном управлении военно-учебных заведений, исполнял обязанности главного начальника этого управления. В 1904 году за отличие по службе произведен в генерал-лейтенанты. В 1910 году произведен в генералы от артиллерии с зачислением в запас, а затем в отставку. Через непродолжительное время вновь определён на службу в том же чине с зачислением по Военному министерству.  С 1914 года — член Конференции Николаевской инженерной академии, постоянный член Педагогического комитета ГУВУЗ, представитель Военного министерства в постоянной комиссии Министерства народного просвещения по международному обмену изданий.
С 1917 года — в отставке.

## Награды
- Орден Святого Станислава 3-й степени (1873);
- Орден Святой Анны 3-й степени (1880);
- Орден Святого Станислава 2-й степени (1884);
- Орден Святой Анны 2-й степени (1887);
- Орден Святого Владимира 4-й степени (1890);
- Орден Святого Владимира 3-й степени (1893);
- Орден Святого Станислава 1-й степени (1899);
- Орден Святой Анны 1-й степени (1903);
- Орден Святого Владимира 2-й степени (1906);
- Орден Белого Орла (1916).

## Труды
- Арифметика для старших классов. 4-е изд. — СПб., 1884—1889;
- Курс артиллерии для военных училищ. 3-е изд. — СПб., 1890—1899;
- Прямолинейная тригонометрия. — СПб., 1890;
- Артиллерия. Орудия и снаряды. 2-е изд. — СПб., 1900;
- Порох и начала балистики;
- Ручное оружие и пулеметы.